# Großsteingrab Frelsdorf
Das Großsteingrab Frelsdorf war eine megalithische Grabanlage der jungsteinzeitlichen Trichterbecherkultur bei Frelsdorf, einer Ortschaft der Einheitsgemeinde Beverstedt im niedersächsischen Landkreis Cuxhaven. Es befand sich bei dem zu Frelsdorf gehörigen Wohnplatz Frelsdorfermühlen und wurde im 19. oder frühen 20. Jahrhundert zerstört. Die Anlage besaß sechs Wand- und zwei Decksteine.